# Isner–Mahut-teniszmérkőzés (Wimbledon, 2010)

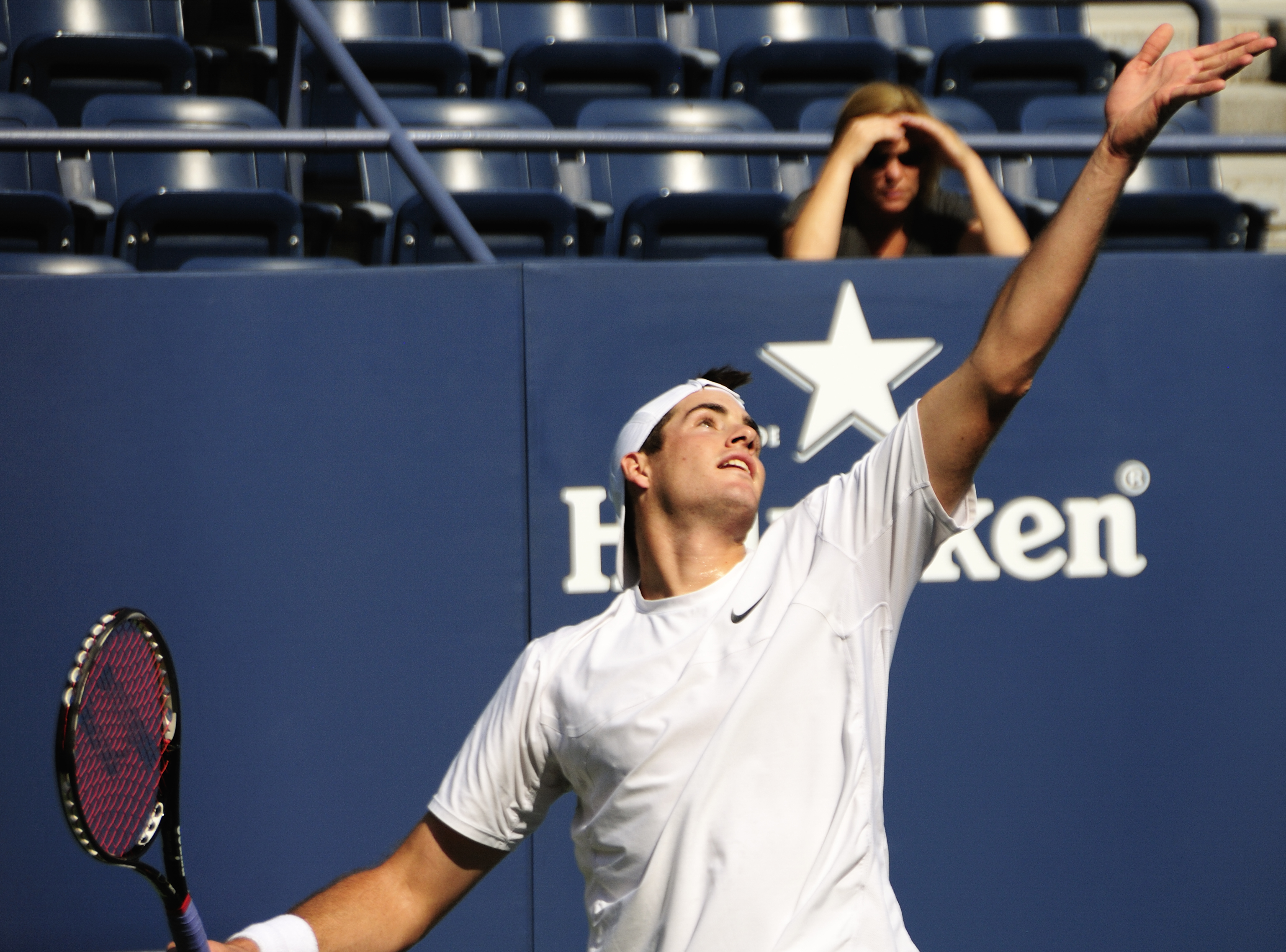
John Isner

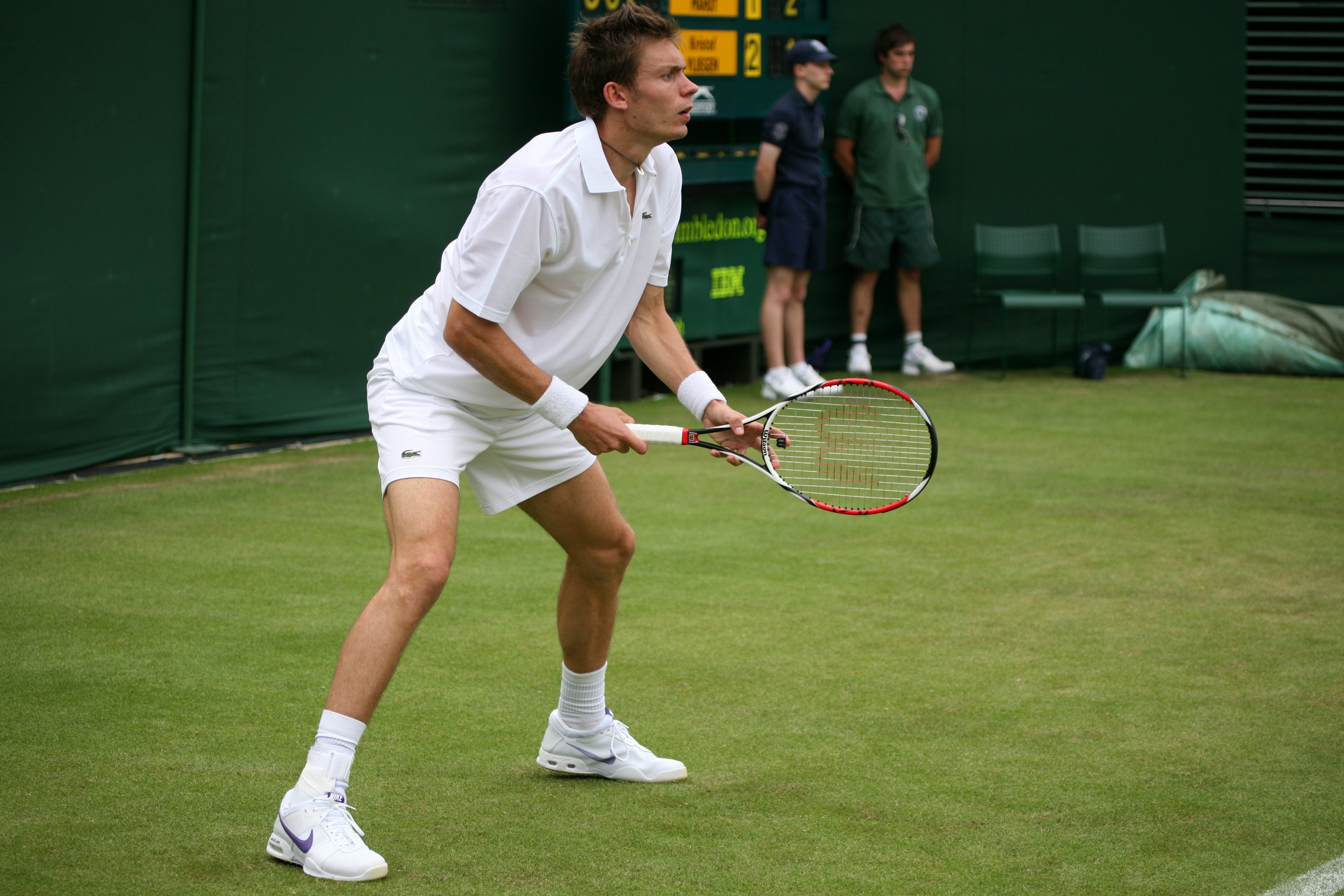
Nicolas Mahut

A 2010-es wimbledoni Isner–Mahut-teniszmérkőzés a sportág történetének leghosszabb találkozója. A huszonharmadik kiemelt és a világranglistán tizenkilencedikként rangsorolt amerikai John Isner és a selejtezőből érkezett, a világranglistán száznegyvenkilencedik francia Nicolas Mahut mérkőzése június 22-én kezdődött és június 24-én, tizenegy óra és öt percnyi játék után fejeződött be. Az ötszettes mérkőzés végeredménye 6–4 3–6 6–7(7) 7–6(3) 70–68 lett Isner javára.

## Előzmények
A 2010-es wimbledoni teniszbajnokság férfi egyes versenye során Mahut három kört játszott a selejtezőben, hogy a főtáblára kerülhessen. A kanadai Frank Dancevicet 6–3 6–0-ra, a brit Alex Bogdanovicot 3–6 6–3 24–22-re, az osztrák Stefan Koubeket kétszettes hátrányból felállva, 6–7(8) 3–6 6–3 6–4 6–4-re győzte le. A főtábla első körében John Isner várt rá, aki korábban sohasem jutott túl az első fordulón, és akit 2008-ban a Queen’s Clubban a legjobb harminckettő között 7–5 6–4-re felülmúlt.

## A mérkőzés

### A mérkőzés menete
Az All England Lawn Tennis and Croquet Club 18-as pályáján június 22-én, kedden, a közép-európai nyári idő szerint 18:18-kor kezdődött a mérkőzés, amelyet négy szett után 21:07-kor sötétedés miatt félbeszakítottak. Június 23-án 14:05-től folytatódott a találkozó, amely 17:45-kor átvette a valaha volt leghosszabb mérkőzés címet a korábbi csúcstartótól. 21:13-kor, 59–59-es állásnál ismét félbeszakadt a mérkőzés. A harmadik napon, június 24-én 15:40-kor kezdtek ismét játszani Isnerék. Hatvannyolc percnyi játék után Mahut elvesztette adogatójátékát, és megszületett a végeredmény.

### A mérkőzés után
A mérkőzés után a teniszklub vezetői ünnepélyes keretek között megajándékozták a játékosokat és a svéd székbírót. A díjakat a nyolcszoros Grand Slam-győztes Ann Haydon-Jones és a korábbi angol éljátékos, Tim Henman adta át.
A játékosokkal a pályán készített rövid interjúk során mindketten ellenfelüket dicsérték. Isner így nyilatkozott Mahut-ről: „Igazi harcos. [...] Megtisztelő, hogy vele osztozhatok ezen [az élményen]. Talán egyszer még találkozunk valahol, és akkor nem 70–68 lesz a vége.” Mahut Isner méltatásával kezdte: „Megérdemelte a győzelmet. Hihetetlenül szervált, igazi bajnok. Megtisztelő, hogy részese lehettem minden idők legnagyobb meccsének a legnagyszerűbb teniszpályán.”

## Rekordok

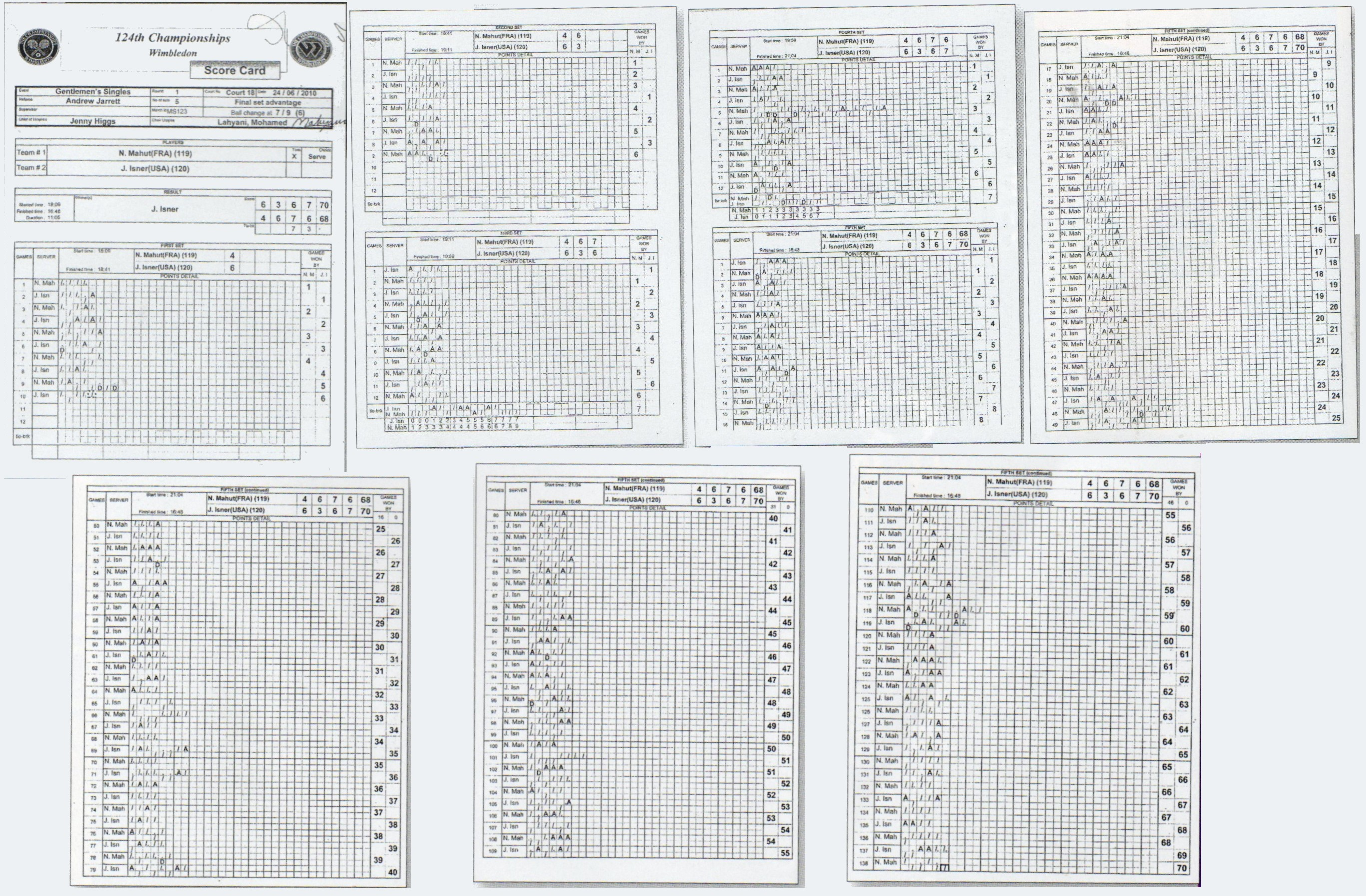
A mérkőzés alakulását rögzítő hétoldalas jegyzőkönyv

A találkozón számos teniszrekord megdőlt.
Tizenegy óra öt percével ez minden idők leghosszabb teniszmérkőzése. A korábbi csúcstartó Fabrice Santoro és Arnaud Clément hat órán és harminchárom percen át tartó találkozója volt a 2004-es Roland Garroson. Ennek hosszát Isnerék nyolc órás és tizenegy perces ötödik szettje önmagában felülmúlta.
Soha ennyi (száznyolcvanhárom) game-et nem játszottak egyetlen mérkőzésen. (A döntő szettben százharmincnyolc játék volt.) A tie-break bevezetése előtti idők rekordere Pancho Gonzales és Charlie Pasarell 1969-es, szintén első körös wimbledoni mérkőzése volt száztizenkét játékkal (22–24 1–6 16–14 6–3 11–9). A tie-break bevezetése után Andy Roddick és Junesz el-Ajnávi a 2003-as Australian Openen játszott mérkőzése tartotta a rekordot nyolcvanhárom game-mel (4–6 7–6(5) 4–6 6–4 21–19).
A mérkőzésen összesen kétszáztizenöt ászt ütöttek. Isner száztizenkettőt, Mahut százhármat ért el, ezzel mindketten megelőzték a 2009. szeptember 18. óta világcsúcstartó Ivo Karlovićot, aki egy Davis-kupa-találkozón hetvennyolc ászt ütött Radek Štěpánek ellen. (Azon a meccsen összesen kilencvenhat ász született.)

## Statisztikák

### A lejátszott szettek és percek napi bontásban

#### Az első nap

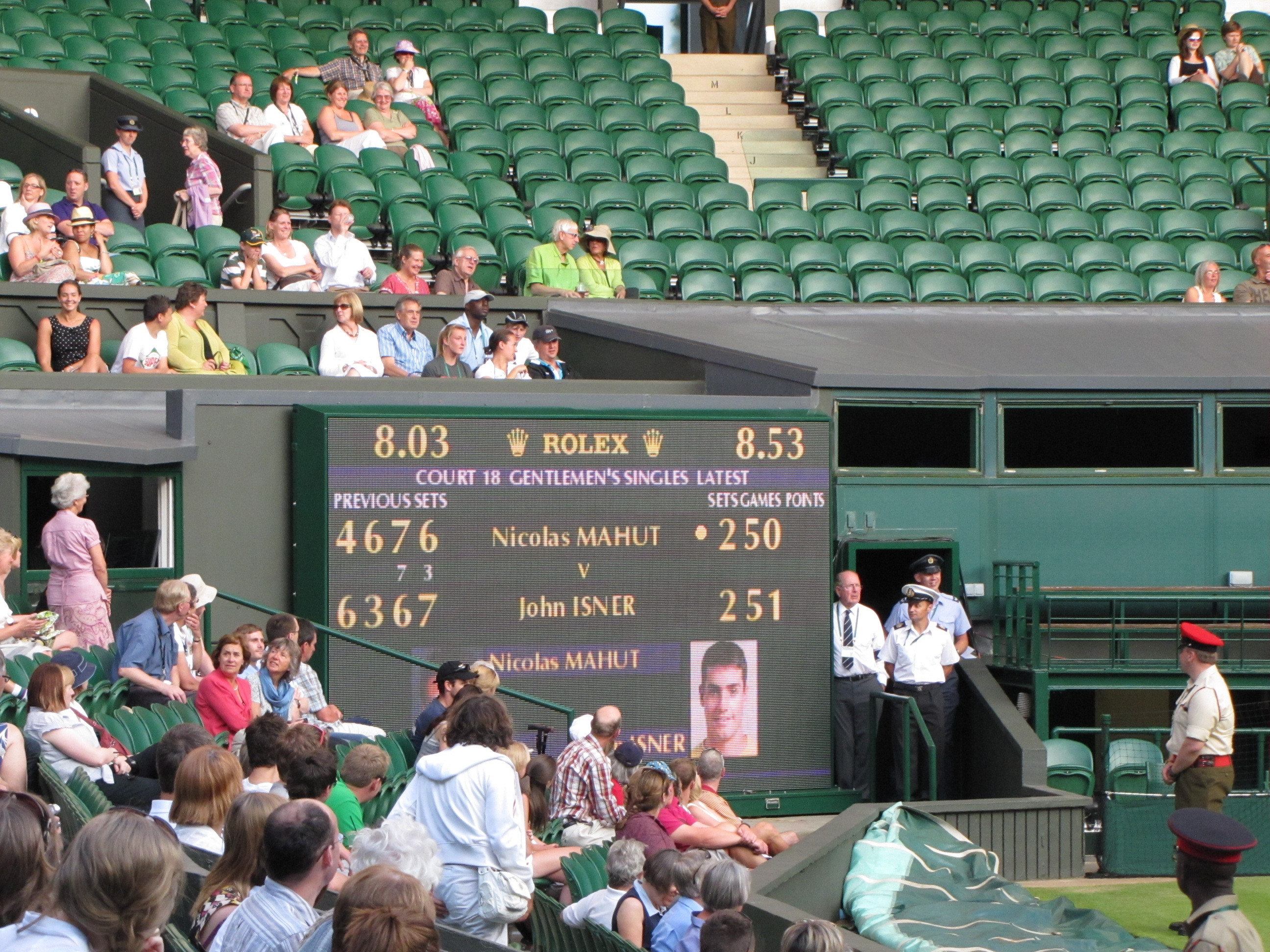
A mérkőzés állása június 23-án este nyolc órakor

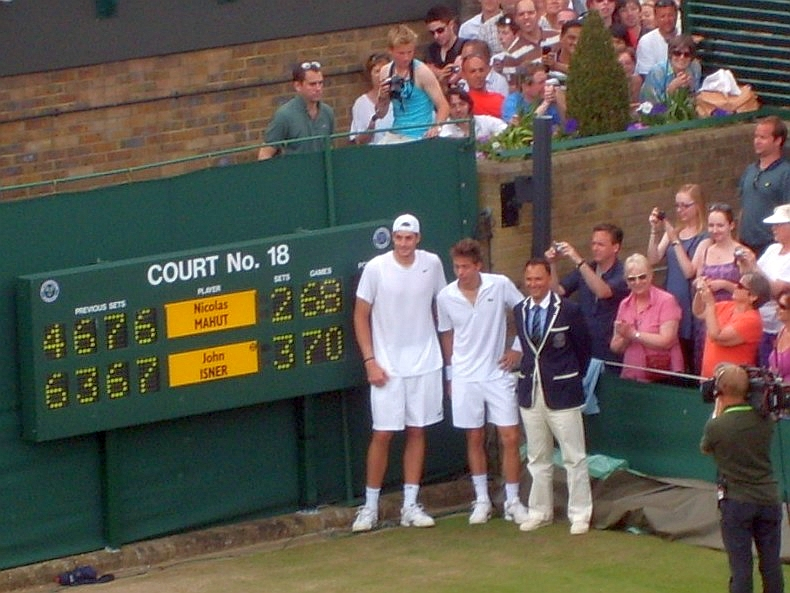
A játékosok és a bíró a végeredményt mutató táblánál

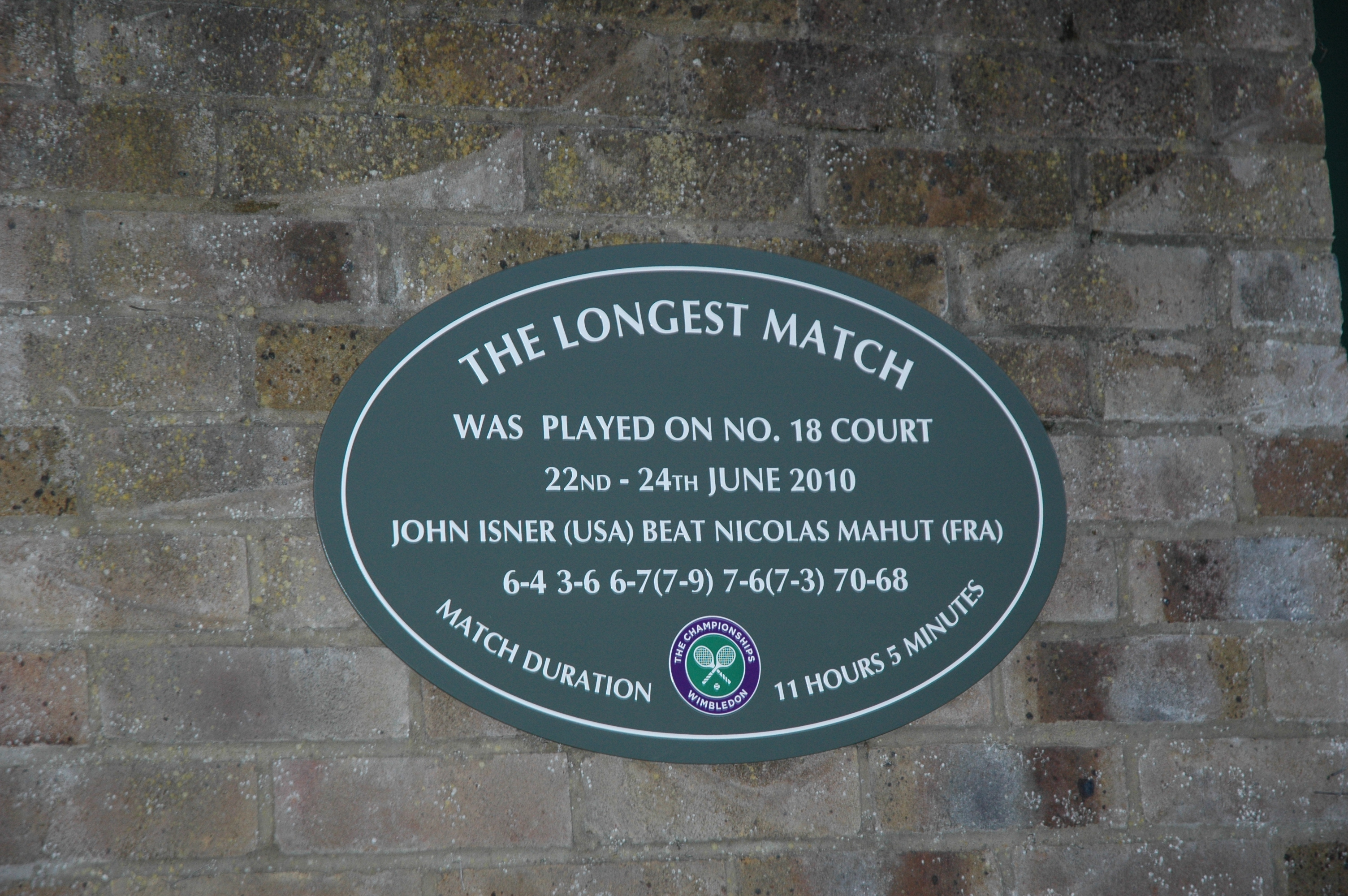
Emléktábla a mérkőzésről Wimbledonban

|                 | 1 (32 perc) | 2 (29 perc) | 3 (49 perc) | 4 (64 perc) | 5 (–) |
| --------------- | ----------- | ----------- | ----------- | ----------- | ----- |
| Nicolas Mahut   | 4           | 6           | 79          | 63          | –     |
| John Isner (23) | 6           | 3           | 67          | 7           | –     |

#### A második nap
|                 | 1 (32 perc) | 2 (29 perc) | 3 (49 perc) | 4 (64 perc) | 5 (424 perc) |
| --------------- | ----------- | ----------- | ----------- | ----------- | ------------ |
| Nicolas Mahut   | –           | –           | –           | –           | 59           |
| John Isner (23) | –           | –           | –           | –           | 59           |

#### A harmadik nap
|                 | 1 (32 perc) | 2 (29 perc) | 3 (49 perc) | 4 (64 perc) | 5 (67 perc) |
| --------------- | ----------- | ----------- | ----------- | ----------- | ----------- |
| Nicolas Mahut   | –           | –           | –           | –           | 9           |
| John Isner (23) | –           | –           | –           | –           | 11          |

#### Összesítve
|                 | 1 (32 perc) | 2 (29 perc) | 3 (49 perc) | 4 (64 perc) | 5 (491 perc) |
| --------------- | ----------- | ----------- | ----------- | ----------- | ------------ |
| Nicolas Mahut   | 4           | 6           | 79          | 63          | 68           |
| John Isner (23) | 6           | 3           | 67          | 7           | 70           |

### Egyéb statisztikák
|                                   | Nicolas Mahut | John Isner    |
| --------------------------------- | ------------- | ------------- |
| Sikeres első szervák              | 328/489 = 67% | 361/491 = 74% |
| Ászok                             | 103           | 112           |
| Kettőshibák                       | 21            | 10            |
| Ki nem kényszerített hibák        | 39            | 52            |
| Első szervából megnyert pontok    | 284/328 = 87% | 292/361 = 81% |
| Második szervából megnyert pontok | 101/161 = 63% | 82/130 = 63%  |
| Nyerő ütések (szervákkal együtt)  | 244           | 246           |
| Fogadóként megnyert pontok        | 117/501 = 23% | 104/510 = 20% |
| Megnyert breakek                  | 1/3 = 33%     | 2/14 = 14%    |
| Hálónál megnyert pontok           | 111/155 = 72% | 97/144 = 67%  |
| Összes megnyert labdamenet        | 502           | 478           |